# Pitòcrit
Pitòcrit (en llatí Pythocritus, en grec antic Πυθόκριτος) fou un flautista nadiu de Sició famós per haver guanyat diversos concursos musicals als jocs pitis, que havien estat instituïts per la Lliga Amfictiònica l'any 590 aC.
Pausànies diu que el primer vencedor en aquestos concursos va ser l'argiu Sacades, i després d'aquest, Pitòcrit va guanyar el concurs sis vegades seguides. També va tenir l'honor d'actuar sis vegades com a músic durant el pentatló a Olímpia. Se li va erigir un monument a Olímpia que tenia al peu una inscripció que deia: Πυθοκρίτου του̂ Καλλινίκον μνα̂μα τἀυλητα̂ τόδε.